# Spécifications de certification
 (novembre 2023).
Si vous disposez d'ouvrages ou d'articles de référence ou si vous connaissez des sites web de qualité traitant du thème abordé ici, merci de compléter l'article en donnant les références utiles à sa vérifiabilité et en les liant à la section « Notes et références ».
Les spécifications de certification (en anglais : Certification Specifications ou CS) sont un ensemble de règles élaborées pour garantir la sécurité aérienne en Europe.

## Histoire
Les CS sont créées et gérées par l'Agence européenne de la sécurité aérienne (AESA) depuis 2003. Elles sont une transposition des anciens codes communs de l'aviation (JAR).

## Spécifications
Les règles de navigabilité pour chaque catégorie d'aéronefs ou éléments principaux d'aéronefs sont décrites dans différentes CS. Ces règles régissent la conception, la construction, la maintenance et l'exploitation.
Exemples :
- CS-22 : planeurs et motoplaneurs
- CS-23 : avions des catégories normale, utilitaire, acrobatique (9 passagers et 5 670 kg maximum) et navette (19 passagers et 8 618 kg maximum)
- CS-25 : gros avions
- CS-27 : petits aérogires
- CS-29 : gros aérogires
- CS-31GB : ballons à gaz
- CS-31HB : ballons à air chaud
- CS-APU : moteurs auxiliaires
- CS-E : moteurs
- CS-LSA : aéronefs légers de sport
- CS-P : hélices
- CS-VLA : aéronefs très légers
- CS-VLR : aérogires très légers

A noter, concernant la dénomination, que la réglementation américaine utilise une autre numérotation : FAR-33 pour les moteurs, FAR-35 pour les hélices, etc.